# Lara Magoni
Lara Magoni, née le 29 janvier 1969 à Alzano Lombardo, était une skieuse alpine italienne.

## Palmarès

### Championnats du Monde
- Championnats du monde de 1997 à Sestrières (Italie) :
  -  Médaille d'argent en Slalom.

### Coupe du Monde
- Meilleur classement au Général : 17e en 1997.
- 1 victoire en course (1 en Slalom).

(État au 28 février 2006)

#### Saison par saison
- 1997 :
  - Slalom : 1 victoire (Vail ( États-Unis)).

### Arlberg-Kandahar
- Meilleur résultat : 14e place dans le slalom 1993-94 à Sankt Anton